# Nurol Ejder
Nurol Ejder — семейство бронетехники, производимое турецкой компанией Nurol Makina(Nurol Holding).

## Разработка
Данный бронетранспортёр разрабатывался по заказу турецкой армии компанией Nurol Makina. Первый прототип был построен в 1995 году в Румынии. При создании прототипа широко использовались узлы и агрегаты БТР TAB 70 (румынская модификация БТР-70), а также БТР-80. Позже, уже в Турции, были построены пять прототипов для испытаний на полевой местности, которые завершились в 1999 году. Однако по завершении испытаний обеспечить выполнения всех задач, поставленных армией он не мог. Поэтому руководство компании Nurol Makina приняло решение о разработке совершенно новой машины. Так и появился Ejder.

## Конструкция

### Броневой корпус
Бронирование имеет стандарт NATO STANAG 4569 Level 3 и обеспечивает защиту экипажа и десанта от поражения стрелковым оружием и подрыва на минах. V-образная форма днища обеспечивает гораздо лучшую защиту от осколков мин и фугасов.
Машина оборудована системой пожаротушения и оснащена системой защиты от ОМП и кондиционирования воздуха.

### Двигатель и трансмиссия
На бронетранспортёре установлен шестицилиндровый дизельный двигатель Cummins ISLe3-400.

### Ходовая часть
Подвеска независимая торсионная с гидравлическими амортизаторами. Радиус разворота — 8 метров.
Для движения на плаву служат два гребных винта в кольцевых насадках, расположенные в кормовой части корпуса и использующие отбор мощности от двигателя. Впереди на верхнем лобовом листе имеется поднимаемый волноотбойный щиток.

## Варианты и модификации
Ejder имеет модульную конструкцию, что позволило разработать на его базе несколько различных модификаций:
- бронетранспортёр;
- разведывательная машина;
- машина огневой поддержки;
- командирская машина;
- санитарный автомобиль.

Грузинский Ejder 6x6
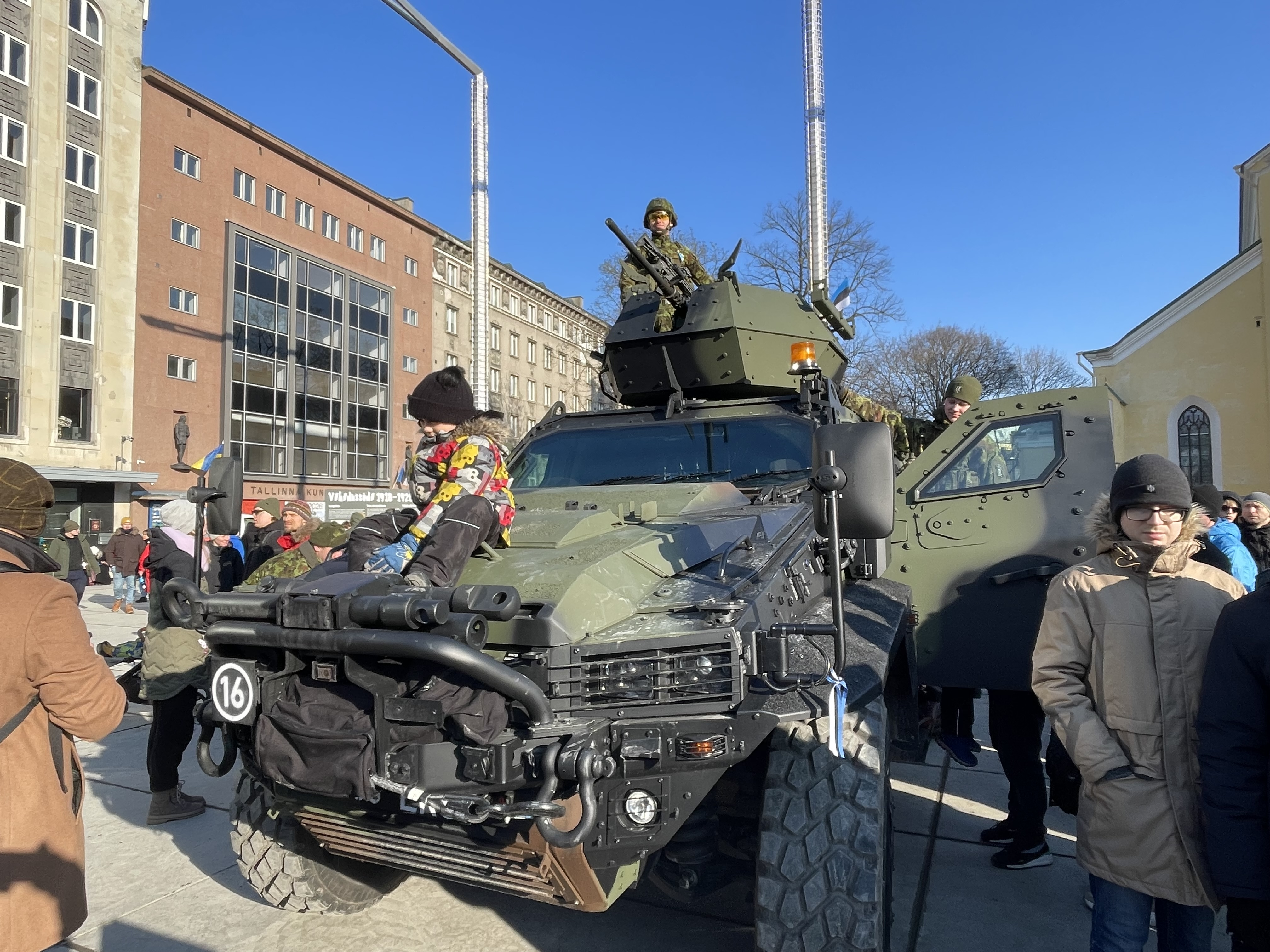
Эстонский Ejder 4x4
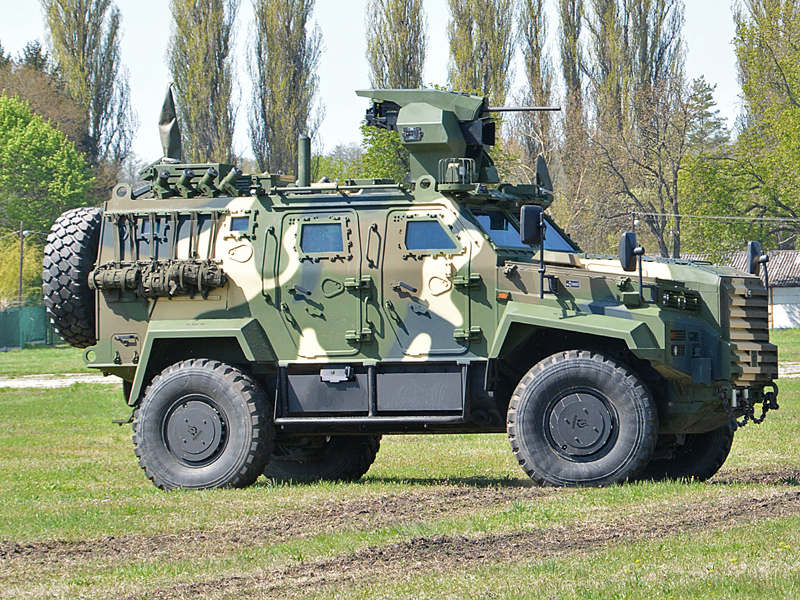
Венгерский Gidrán на базе Ejder 4x4
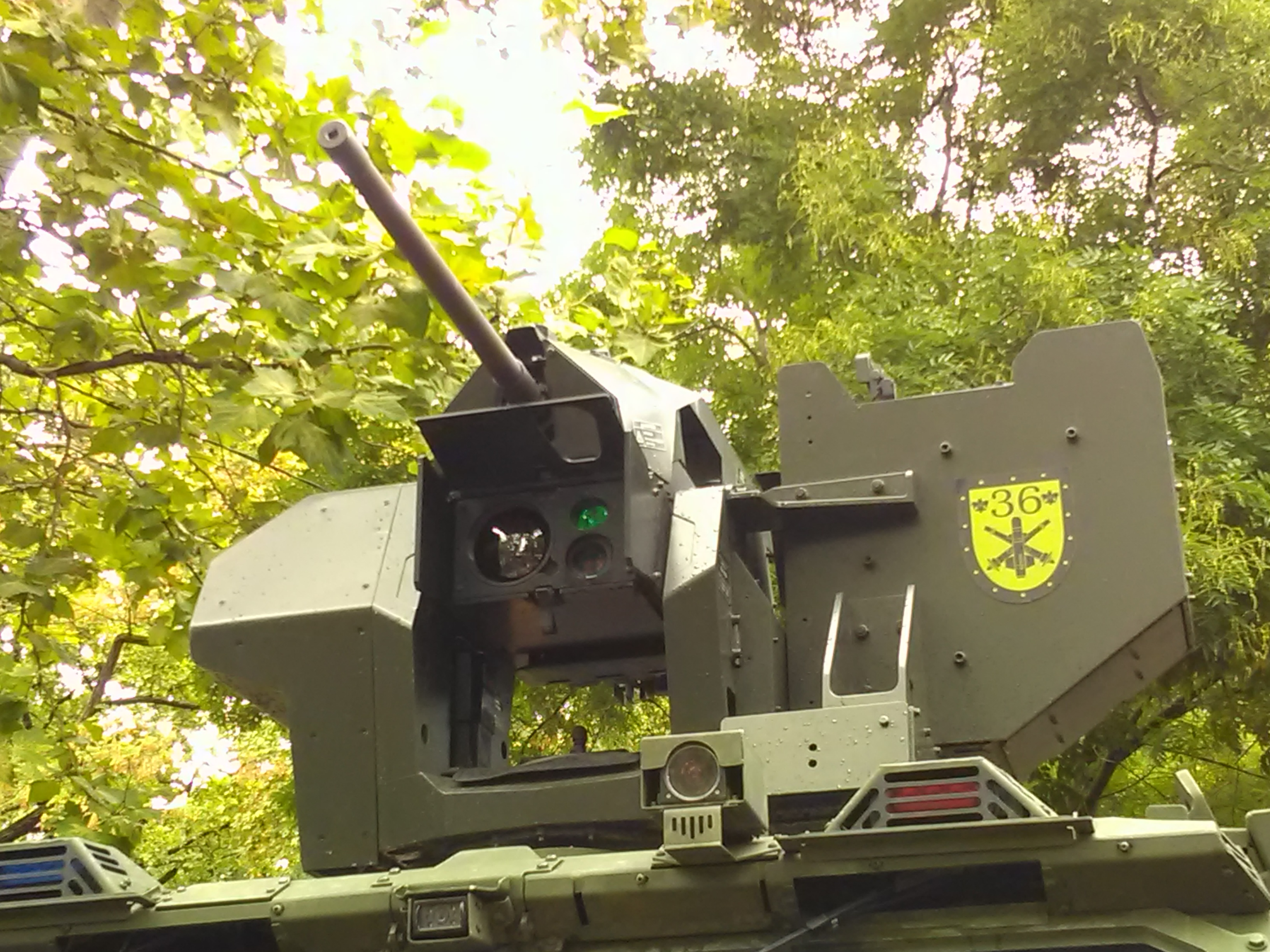
Пулемёт на крыше Gidrán

## Вооружение
В качестве вооружения установлены 7,62-мм пулемёт и 40-мм гранатомёт. Существует также модификация с французской 25-мм пушкой GIAT M811, правда из-за неё экипаж сокращается на два человека, так как башня имеет большое подбашенное отделение.

## Страны-операторы
- Венгрия: 50 единиц Ejder Yalcin 4x4 по состоянию на 2024 год[2]
- Грузия: 65 единиц по состоянию на 2021 год[3]
- Катар: 150 единиц по состоянию на 2021 год[4]
- Узбекистан: 24 единицы по состоянию на 2021 год[5]
- Сенегал: 24 единицы по состоянию на 2021 год[6]
- Турция
- Тунис: 71 единица Ejder Yalcin, по состоянию на 2021 год[7]